# Pôle métropolitain de l'estuaire de la Seine
Pour l'échelon administratif, voir Pôle métropolitain.
Le Pôle métropolitain de l'estuaire de la Seine, est un outil de coopération créé en décembre 2016 en Normandie qui réunit 8 intercommunalités de l'estuaire représentant un bassin de population de plus de 500 000 habitants.

## Présentation
Le pôle métropolitain est un outil complémentaire à l'action locale. C'est une structure souple et légère, un collectif de travail destiné à porter des projets d'intérêt général.
Son action se porte sur quatre grandes thématiques : les mobilités, le développement économique, le tourisme et l'attractivité ainsi que la santé et le développement durable.

## Composition
Le pôle métropolitain rassemble les 8 intercommunalités suivantes :
- Communauté urbaine Le Havre Seine Métropole
- Communauté d'agglomération de Fécamp Caux Littoral
- Communauté d'agglomération Caux Seine agglo
- Communauté d'agglomération Lisieux Normandie
- Communauté de communes Cœur Côte Fleurie
- Communauté de communes du Pays de Honfleur-Beuzeville
- Communauté de communes Campagne de Caux
- Communauté de communes Roumois Seine

## Compétences
Le pôle métropolitain  de l'estuaire de la Seine dispose des compétences suivantes :
- Tourisme
- Mobilités
- Développement économique
- Écologie industrielle
- Evènementiel
- Éducation et santé